# Império do Espírito Santo da Coroa Velha

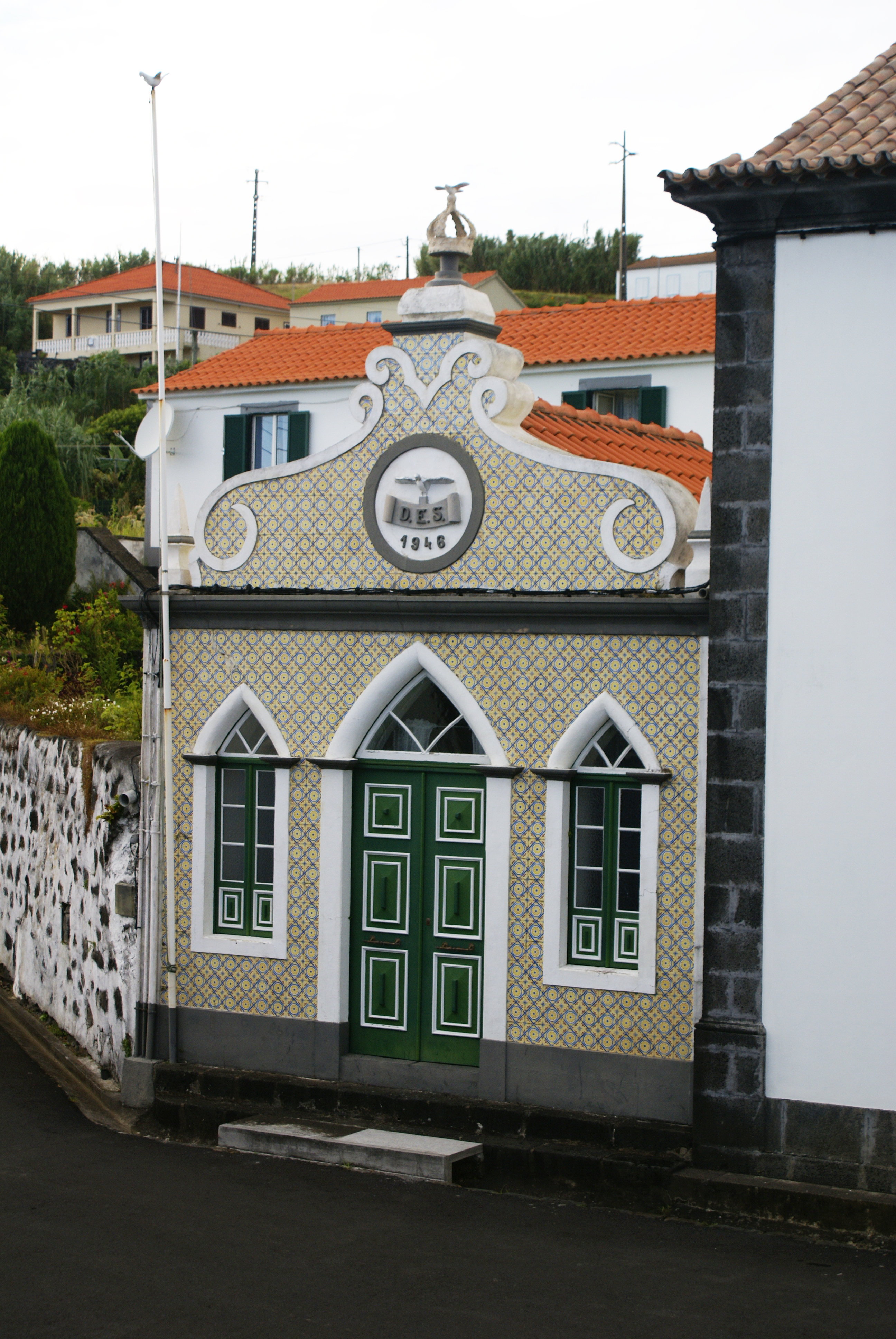
Império do Espírito Santo da Coroa Velha.

O Império do Divino Espírito Santo da Coroa Velha é um Império do Espírito Santo português que se localiza na freguesia de  Castelo Branco, concelho da horta, ilha do Faial, arquipélago dos Açores.
Este império remonta a 1946 e as festas em honra do Divino são aqui realizadas todos os anos no Domingo ou na Segunda-feira do Espírito Santo.